# Bernard Bastide
Pour les articles homonymes, voir Bastide.
Bernard Bastide est un journaliste, historien du cinéma et enseignant français, né le 27 juillet 1961 à Nîmes.

## Biographie
« Bastide a un nom qui va bien dans les paysages du Gard, dont il vient. » (Agnès Varda, préface à Les Cent et une Nuits d'Agnès Varda, Pierre Bordas & Fils, 1995).
Fils de pâtissiers installés à la Placette (Nîmes), Bernard Bastide fait ses études secondaires au lycée Alphonse-Daudet (Nîmes), puis ses études supérieures à l'université Montpellier-III (Paul-Valéry).
Journaliste à partir de 1982, il collabore régulièrement à plusieurs publications en région, notamment au mensuel culturel gardois Calades (1982-1993) et au quotidien Nîmes-Matin (1989-1991).
En juillet 1993, il s'installe à Paris et devient l'assistant d'Agnès Varda (1993-1998) dans sa société de production, Ciné-Tamaris. À ses côtés, il prépare diverses expositions (Rencontres internationales de la photo d'Arles, 1994), publications (Varda par Agnès, 1994) et rétrospectives (Cinémathèque française, 1994).
En 1997, il reprend des études à l'université Paris-III (Sorbonne-Nouvelle), qui se traduisent par les soutenances d'un DEA sur le cinéaste héraultais Étienne Arnaud (1879-1955), puis, en 2006, d'une thèse de doctorat sur le film d'Agnès Varda, Cléo de 5 à 7 (1962), qui lui confère le grade de docteur en études cinématographiques et audiovisuelles. Il est alors attaché temporaire d'enseignement et de recherche (ATER) à l'université de Marne-la-Vallée. En 2009, il effectue une mission aux Archives françaises du film.
Sa recherche en histoire du cinéma porte essentiellement sur trois champs : le cinéma muet français (Louis Feuillade, Jacques de Baroncelli, Léonce Perret, Étienne Arnaud, Joë Hamman), la Nouvelle Vague (François Truffaut, Agnès Varda, Bernadette Lafont), et les tournages de films en Occitanie et Provence.
Il a consacré à son département d'origine un Dictionnaire du cinéma dans le Gard (1999) ainsi qu'un guide littéraire, Balade dans le Gard réédité sous le titre Le Gard des écrivains.
Depuis 2016, il se consacre principalement à l'édition scientifique d'écrits et entretiens de François Truffaut, publiant Chroniques d'Arts-spectacles : 1954-1958 (Gallimard, 2019), La Leçon de cinéma de François Truffaut (Denoël, 2021 ; Flammarion, 2024), Correspondance avec des écrivains : 1948-1984 (Gallimard, 2022), prix Sévigné 2022, et Correspondance avec des cinéastes : 1954-1984 (Gallimard, 2025). 

## Ouvrages
- Agnès Varda : filmographie, Paris, Ministère des Affaires étrangères / Cahiers du cinéma, 1995.
- Les Cent et une Nuits d'Agnès Varda : chronique d'un tournage, Paris, Pierre Bordas et Fils, 1995  (ISBN 2-86311-265-1).
- Dictionnaire du cinéma dans le Gard, Montpellier, Les Presses du Languedoc, 1999  (ISBN 2-85998-215-9). (avec Jacques-Olivier Durand).
- Bernadette Lafont : une vie de cinéma, Nîmes, Atelier Baie, 2013  (ISBN 978-2-919208-20-3).
- Les Années Brigitte Bardot, Paris, Télémaque, 2014  (ISBN 978-2-7533-0242-6).
- Les Mistons de François Truffaut, Nîmes, Atelier Baie, 2015  (ISBN 978-2-919208-36-4).
- Aux sources du cinéma en Camargue : Joë Hamman et Folco de Baroncelli, Avignon, Palais du Roure, 2018  (ISBN 979-1-0971-8502-2).

### Directions et éditions
- Éd. de François Truffaut : Les Mistons, Nîmes, Ciné-Sud, 1987.
- Éd. de Louis Feuillade, Jacques Champreux préf., Chroniques taurines (1899-1907), Nîmes, Ciné-Sud, 1988  (ISBN 2-907022-01-6).
- Éd. de Louis Feuillade, François de La Bretèque postf., Mémoires d'un toréador français : feuilleton inachevé, Montpellier, Union des bibliophiles taurins de France, 1995  (ISBN 2-909521-09-5).
- Éd. de Jacques de Baroncelli, Jean de Baroncelli préf., François de La Bretèque postf., Écrits sur le cinéma suivi de Mémoires, Perpignan, Institut Jean-Vigo, 1996  (ISBN 2-906027-07-3).
- Dir. avec Jean Antoine Gili, Léonce Perret, Paris, Association française de recherche sur l'histoire du cinéma, 2003  (ISBN 2-913758-84-3).
- Éd. de Louis Feuillade, Francis Lacassin préf., Je songe à d'étranges cités ! : poèmes et chansons, Nîmes, Ciné-Sud, 2004  (ISBN 2-907022-02-4).
- Dir. avec François de La Bretèque, Jacques de Baroncelli, Paris, Association française de recherche sur l'histoire du cinéma, 2007  (ISBN 978-2-913758-76-6).
- Co-éd. avec Alain Carou et Laurent Le Forestier, Louis Feuillade, retour aux sources : correspondance et archives, Paris, Association française de recherche sur l'histoire du cinéma, 2007  (ISBN 978-2-913758-77-3).
- Dir. (préf. Christian Giudicelli), Balade dans le Gard, Paris, Éditions Alexandrines, 2008  (ISBN 978-2-912319-41-8)
- Dir. (préf. Christian Giudicelli), Le Gard des écrivains, Paris, Éditions Alexandrines, 2014  (ISBN 978-2-370890-01-6)
- Ed. de François Truffaut, Chroniques d'Arts-Spectacles : 1954-1958, Paris, Gallimard, Hors série Connaissance, 2019  (ISBN 978-2-072715-59-4)
- Ed. de François Truffaut, La Leçon de cinéma de François Truffaut, Paris, Denoël, coll. Document, 2021  (ISBN 978-2-207-16398-6)
- Ed. de François Truffaut, Correspondance avec des écrivains : 1948-1984, Paris, Gallimard, Hors série Connaissance, 2022  (ISBN 978-2-072925-72-6)
- Ed. de François Truffaut, La Leçon de cinéma de François Truffaut, Paris, Flammarion, coll. Champs / Arts, 2024  (ISBN 978-2-080-41397-0)
- Ed. de François Truffaut, Correspondance avec des cinéastes : 1954-1984, Paris, Gallimard, Hors série Connaissance, 2025  (ISBN 978-2-073-00722-3).

### En collaboration
- Agnès Varda, Varda par Agnès, Paris, Cahiers du cinéma, 1994 (filmographie commentée par B. Bastide)  (ISBN 2-86642-145-0).
- Philippe Arnaud (dir.), La Persistance des images, Paris : Cinémathèque française, 1996  (ISBN 9-78290059-617-3).
- Nicole Brenez et Christian Lebrat (dir.). Jeune, pure et dure ! Une histoire du cinéma d'avant-garde et expérimental en France, Paris : Cinémathèque française ; Milano : Mazzotta, 2001  (ISBN 9-78882021-461-6)
- De la photographie au cinéma, quelles passerelles ? : actes du colloque de Porto-Vecchio, 13-14 mai 2004, Ajaccio, Centre Régional de documentation pédagogique de Corse, 2004  (ISBN 2-86620-176-0)
- Yves Desrichard (dir.), Cinéma en bibliothèque, Paris, Éditions du Cercle de la librairie, 2004 (ISBN 9-78276540-892-5).
- Laurent Gervereau (dir.), Dictionnaire mondial des images, Paris, Nouveau monde éditions, 2006  (ISBN 9-78284736-185-8).
- Serge Velay (dir.), Visas pour le Gard : un siècle, un département, Vauvert, Au Diable Vauvert, 2006  (ISBN 978-2-84626-101-2)
- Christian Viviani (dir.), Hollywood, le connexions françaises, Paris, Nouveau monde éditions, 2007   (ISBN 9-78284736-231-2).
- Anthony Fiant, Roxane Hamery et Éric Thouvenel (dir.), Agnès Varda : le cinéma et au-delà, Presses universitaires de Rennes, 2009  (ISBN 978-2-7535-0815-6).
- François de la Bretèque, Michel Cadé, Jordi Pons i Busquet et Angel Quintana (dir.), Les Cinémas périphériques dans la période des premiers temps : actes du 10e congrès international Domitor 2008, Presses universitaires de Perpignan/Institut Jean-Vigo/Museu del Cinema Girona, 2010  (ISBN 9-782354-120696).
- Michelle Aubert et Jacques Mény (dir.), Guide de l'audiovisuel à l'usage des maisons d'écrivain et des lieux littéraires, Bourges : Fédération des maisons d'écrivain & des patrimoines littéraires, 2010  (ISBN 978-2-9522840-1-1)
- Guy Chapouillié et Pierre Arbus (dir.). Marcel Pagnol, un inventeur de cinéma, Paris, Téraèdre, 2010 (ISBN 9-782360-850-068)).
- Estelle Rouquette et Sam Stourdzé (dir.), Western camarguais, Arles : Actes Sud : Rencontres d'Arles : Musée de la Camargue, 2016.  (ISBN 978-2-330-06586-7)
- Académie de Lascours. Les Années folles et le Gard, Brignon, La Fenestrelle, 2017 (ISBN 9-782378-710002).
- Sylvestre Clap (dir.). L'Hôtel des Baroncelli, entre Toscane et Provence. Histoire du Palais du Roure, Avignon : Les Amis du Palais du Roure, 2022  (ISBN 978-2-9552849-1-9).
- Florence Tissot (dir.), Viva Varda ! : catalogue d'exposition : Cinémathèque française, 11 octobre 2023 – 28 janvier 2024. Paris : Cinémathèque française / Éditions de la Martinière, 2023  (ISBN 979-1040112174).
- Agnès Varda, Pierre-Antoine Bourquin (éd.). Varda par Agnès : l'intégrale. Paris : Éditions de la Martinière, 2023, 2 vol.  (ISBN 978-2732471525).
- Ginette Vincendeau (dir.), Mary Harrod (dir.). The Bloomsbury Handbook to Agnès Varda. London : Bloomsbury, 2026 (à paraître).

### Livrets pédagogiques
- Le Grand Voyage d'Ismaël Ferroukhi : dossier pédagogique no 174, Collège au cinéma/CNC, décembre 2009 (lire en ligne)
- Les Citronniers d'Eran Riklis : dossier pédagogique no 188. Collège au cinéma/CNC, décembre 2010 (lire en ligne)
- Les Plages d'Agnès d'Agnès Varda. Lycéens et apprentis au cinéma Ile-de-France. ACRIF-CIP, septembre 2015 (lire en ligne)
- Cléo de 5 à 7 : un film d'Agnès Varda, CNC/Capricci, 2019, Lycéens et apprentis au cinéma ; 169 (lire en ligne)
- Agnès Varda, Cléo de 5 à 7, CNC/Canopé éditions, coll. « Maîtriser », 2019 (ISBN 978-2-240-05046-5, lire en ligne)

### Sélection d'articles (édition électronique)
- « Jacques de Baroncelli, chantre de la Camargue », site de la Cinémathèque française, octobre 1999 (lire en ligne)
- « Correspondance François Truffaut / Fernand Deligny », 1895 no 42, 2004, p. 77-110 (lire en ligne)
- « Léonce Perret : Lettres d'Amérique (1917-1921) », 1895 no 47, 2005, p. 134-148 (lire en ligne)
- « Des cabarets de Montmartre aux studios de Fort Lee : Émile Cohl et Étienne Arnaud, une amitié fertile », 1895 no 53, 2007, p. 194-209 (lire en ligne)
- « La place du cinéma à l'Université et dans la documentation : l'exemple de Paris-III », BBF no 2, 2007, p. 23-28 (lire en ligne)
- « Ferdinand Itier, photographe, premier exploitant et premier cinéaste nîmois », Mémoires de l'Académie de Nîmes, t. LXXX, 2007, p. 59-64 (lire en ligne)
- « Aux sources des tournages en décors naturels : l'exemple de Louis Feuillade à la Cité de Carcassonne, en 1908 », 1895 no 55, 2008, p. 98-138 (lire en ligne)
- « Les "séries d'art" Gaumont : des sujets de toute première classe », 1895 no 56, 2008, p. 304-326 (lire en ligne)
- « Francis Lacassin est entré dans le livre », 1895 no 57, 2009, p. 131-136 (lire en ligne)
- « Goha de Jacques Baratier (1957) : à l'origine des co-productions franco-tunisiennes », site de la Cinémathèque française, 10 février 2011 (lire en ligne)
- « Aux sources de La Kermesse héroïque de Jacques Feyder (1935) », site de la Cinémathèque française, 31 juillet 2013 (lire en ligne)
- "In memoriam : Pierre Lherminier", 1895 no 93, 2021, p. 308-315. Extrait en ligne : https://journals.openedition.org/1895/8604
- "Anna la bonne de Claude Jutra : un court métrage au long cours", Cahiers Jean Cocteau no 20, automne 2022. Lire en ligne : https://cahiersjeancocteau.com/articles/anna-la-bonne-de-claude-jutra-un-court-metrage-au-long-cours/

## Récompenses et distinctions
- Prix Sévigné 2022
- Prix littéraire du syndicat français de la critique de cinéma (mention album) 2013[10]
- Prix de l'Union des journalistes de cinéma de la meilleure biographie ou du meilleur entretien 2014[11]
- Correspondant de l'Académie de Nîmes depuis 1999[12]

### Filmographie
Comme réalisateur
- Bouboule fait du cinéma (2004)  — entretien avec Geneviève Temporel (1917-2015), alias Bouboule, interprète de Louis Feuillade.
- Dans la peau de Cléo (2019)  — entretien avec Corinne Marchand, interprète de Cléo de 5 à 7 d'Agnès Varda.

Comme interprète
- Les Cent et une nuits d'Agnès Varda (1995).  — rôle de Gaston, le garçon de café.
- Looking for Alice de Claudia Collao (2008), dans le DVD Alice Guy, Doriane Films (2008).
- Les Plages d'Agnès d'Agnès Varda (2008) - entretien avec A. Varda dans bonus dvd (Ciné-Tamaris, 2010).
- Joë Hamman, le Français qui inventa le western de Vincent Froehly (2014).
- In Memoriam Bernadette Lafont de Gérard Courant (2014): voir en ligne
- Bernard Bastide lit Chroniques d'Arts-Spectacles de François Truffaut de Gérard Courant, série Lire no 140 (2019) : voir en ligne
- Bernard Bastide de Gérard Courant, Cinématon no 3047 (2019) : voir en ligne
- François Truffaut et les films de sa vie de Gérard Courant (2019) : voir en ligne
- Le Paris intime d'Agnès Varda (Arte, L'invitation au voyage, 2020)
- Bernard Bastide lit La Leçon de cinéma de François Truffaut de Gérard Courant, série Lire #167 (2022) : voir en ligne : https://www.youtube.com/watch?v=v3ePTqC5HWk&t=178s
- Bernard Bastide lit Correspondance avec des écrivains (1948-1984) de François Truffaut de Gérard Courant, série Lire #168 (2022) : voir en ligne : https://www.youtube.com/watch?v=_jtAL2EQVFs
- Bernard Bastide lit Correspondance avec des cinéastes (1954-1984) de François Truffaut de Gérard Courant, série Lire # 210 (2025) : voir en ligne : https://www.youtube.com/watch?v=Sg_S6IFZsSQ
- La Pointe Courte d'Agnès Varda, série 1 lieu, 1 film, France 3 Occitanie. 1ère diff. : JT 19/20, 18 juin 2025.

Comme éditeur
- Les Cent et Une nuits de Simon Cinéma d'Agnès Varda (M6 Interactions, 2004)  — entretiens avec Michel Piccoli et Marcello Mastroianni (non crédité).
- L'Anglaise et le Duc d'Eric Rohmer (Pathé, 2002)  — entretiens avec comédiens et techniciens (non crédité).
- La Dérive de Paula Delsol (Doriane films, 2007)  — entretien avec Paula Delsol.
- Coffret Diourka-Lafont (Filmedia, 2012)  — coordination de l'édition et rédaction du livret.
- La Femme et le Pantin de Jacques de Baroncelli (Pathé, 2021) - entretien en bonus.

Autres
- Viva Varda ! de Pierre-Henri Gibert (2023) - 1re diff. Arte, 6 novembre 2023 - conseiller historique
Entretiens en ligne
- Sur Bernadette Lafont, une vie de cinéma (Atelier Baie, 2013) : voir en ligne.
- Sur Les Mistons de François Truffaut (Atelier Baie, 2015) : voir en ligne.
- Sur Chroniques d'Arts-Spectacles (1954-1958) de François Truffaut (Gallimard, 2019) : voir en ligne.
- Sur Cléo de 5 à 7 d'Agnès Varda : voir en ligne.
- Sur Correspondance avec des écrivains (1948-1984) de François Truffaut (Gallimard, 2022) : https://www.youtube.com/watch?v=igKL5b8O2Ag